# Пьянов, Сергей Алексеевич
Сергей Алексеевич Пьянов — сотрудник Министерства внутренних дел Российской Федерации, старший сержант милиции, погиб при исполнении служебных обязанностей во время Второй чеченской войны, кавалер ордена Мужества (посмертно).

## Биография
Сергей Алексеевич Пьянов родился 21 апреля 1972 года в селе Елово Еловского района Пермской области (ныне — Пермского края). В сентябре 1995 года поступил на службу в органы внутренних дел. Первоначально служил инспектором Дорожно-патрульной службы Государственной автомобильной инспекции Еловского районного отдела внутренних дел. Позднее стал милиционером-водителем группы обеспечения Еловского райотдела милиции.
В 2001 году старший сержант милиции Сергей Алексеевич Пьянов был направлен в зону контртеррористической операции на Северном Кавказе. Прикомандированный к временному Веденскому районному отделу внутренних дел, он принимал активное участие в боевых действиях против незаконных вооружённых формирований сепаратистов. Отличился в бою 15 марта 2001 года в окрестностях районного центра Чеченской Республики — села Ведено — когда в засаду попала группа бойцов комендантской роты. Четверо из них получили ранения. Под вражеским обстрелом им удалось добраться до аэродрома и погрузить своих товарищей в вертолёт, чем спасти им жизни. В тот день Пьянов вёл огонь из личного оружия, прикрывая бойцов.
На следующий день, 16 марта 2001 года, Пьянов был назначен старшим наряда охраны временного Веденского районного отдела внутренних дел. Во время его дежурства под покровом ночной темноты группа боевиков подобралась к зданию райотдела и открыла по нему огонь из гранатомётов. Осколок одного из снарядов попал в голову Пьянова, пробив каску. От полученного ранения милиционер скончался по пути в больницу.
Похоронен на кладбище села Елово Еловского района Пермского края.
Указом Президента Российской Федерации старший сержант милиции Сергей Алексеевич Пьянов посмертно был удостоен ордена Мужества.

## Память
- В честь Пьянова названа улица в его родном селе Елово.
- Имя Пьянова носит турнир по волейболу, проводящийся в Пермском крае среди сотрудников правоохранительных органов[3][4].